# Jason
Pour les articles homonymes, voir Jason (homonymie).
Dans la mythologie grecque, Jason (en grec ancien Ἰάσων / Iásōn, /i.ǎː.sɔːn/, « le guérisseur ») est un héros grec de la lignée des Aeolides, fils d'Éson, roi d'Iolcos en Thessalie, petit fils de Créthée, fondateur d'Iolcos, et descendant d'Éole. Il est éduqué par le centaure Chiron. Il est principalement connu pour sa quête de la Toison d'or avec les Argonautes (qui naviguent sur l'Argo). Il est l'un des principaux héros grecs et particulièrement vénéré à Athènes.
Il voit son père dépossédé du trône par son oncle Pélias. Sauvé des vues homicides de Pélias par sa mère qui à sa naissance le fait passer pour mort-né, il est exposé sur le mont Pélion et recueilli par le centaure Chiron qui l'élève. Devenu adulte, il réclame le trône d'Iolcos. Pélias promet de le lui rendre, à condition qu'il rapporte de Colchide la Toison d'or. Après avoir pris la tête de l'expédition des Argonautes, Jason parvient auprès du roi Éétès, gardien de la Toison d'or, qui le soumet à diverses épreuves dont le jeune héros triomphe grâce à l'aide de la fille du roi, Médée, qui s'est éprise de lui. 
À son retour, Jason découvre que Pélias s'est débarrassé d'Éson. Médée, désormais épouse de Jason, met au point une machination qui pousse les filles de Pélias à tuer leur propre père. Exilé à Corinthe, le couple vit heureux pendant dix ans et a deux fils. Cependant, Jason finit par délaisser sa femme et lui préfère Glaucé appelée aussi Créuse, la fille du roi Créon. Médée tue cette dernière, met à mort ses propres enfants, Merméros et Phérès, puis s'enfuit dans un char ailé, présent du Soleil. Jason rentre alors à Iolcos et, avec l'aide de Pélée et des Dioscures, monte sur le trône.

## Étymologie

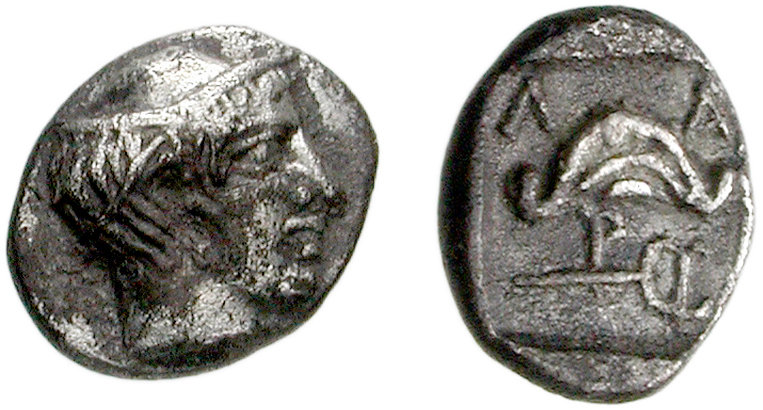
Larissa, 500-478 av. J.-C. Obole en argent avec à gauche : la tête de Jason portant un pétase ; à droite : la Toison d'or et un caducée.

Jason, en grec ancien Ἰάσων / iàsōn, ̓(Ἰήσων / iḗsōn chez Homère), dérive du verbe ἰάομαι / iáomai, « soigner » : c'est la forme masculine qui correspond à  ̓Ἰασώ / Iasṓ, déesse de la santé, fille d'Asclépios. Ce nom qui, à première vue, ne se rapporte à rien dans la légende, renverrait à une tradition antérieure aux récits que nous connaissons.
Ce n'est que chez les commentateurs de la légende de Jason que l'on retrouve l'étymologie de son nom associée à ses aventures ; par exemple, chez le médecin-philosophe Michael Maier : « Jason qui, comme son nom l’indique, représente le médecin, rechercha très attentivement la médecine aurigène, au prix de multiples efforts de l’esprit et du corps, jusqu’à ce qu’enfin il la trouvât et la rapportât chez lui. » En d'autres mots, Jason incarnerait « l'idée du médecin parfait », et la Toison d'or « ne signifierait rien d'autre que la suprême médecine recherchée par Jason médecin ».
La médecine que Jason a apprise du centaure Chiron, et dont il tire son nom, mais qu'il n'exerce pas explicitement dans les légendes que nous connaissons, est donc une donnée antérieure à leur constitution. En revanche, le couple qu'il forme avec Médée dont le nom est issu de la racine indo-européenne *med-, *mēd-, qui s'applique à la médecine, est vraisemblablement originel.

## Mythe de Jason
Jason est le fils d'Éson, roi d'Iolcos. Le nom de sa mère varie suivant les traditions : selon certains, il s'agit de Polymédé, fille de Phylacos, selon d'autres, de Polymédé, fille d'Autolycos, ce qui ferait de Jason un cousin d'Ulysse. Pindare insiste sur la blondeur de Jason et sur la blancheur de sa peau, des caractéristiques qui, selon Jean Haudry, seraient avant tout symboliques
Jason voit son père dépossédé du trône par le demi-frère de ce dernier, Pélias. Sauvé des vues homicides de Pélias par sa mère, il est élevé par le centaure Chiron sur le mont Pélion.

### La quête de la Toison d'or

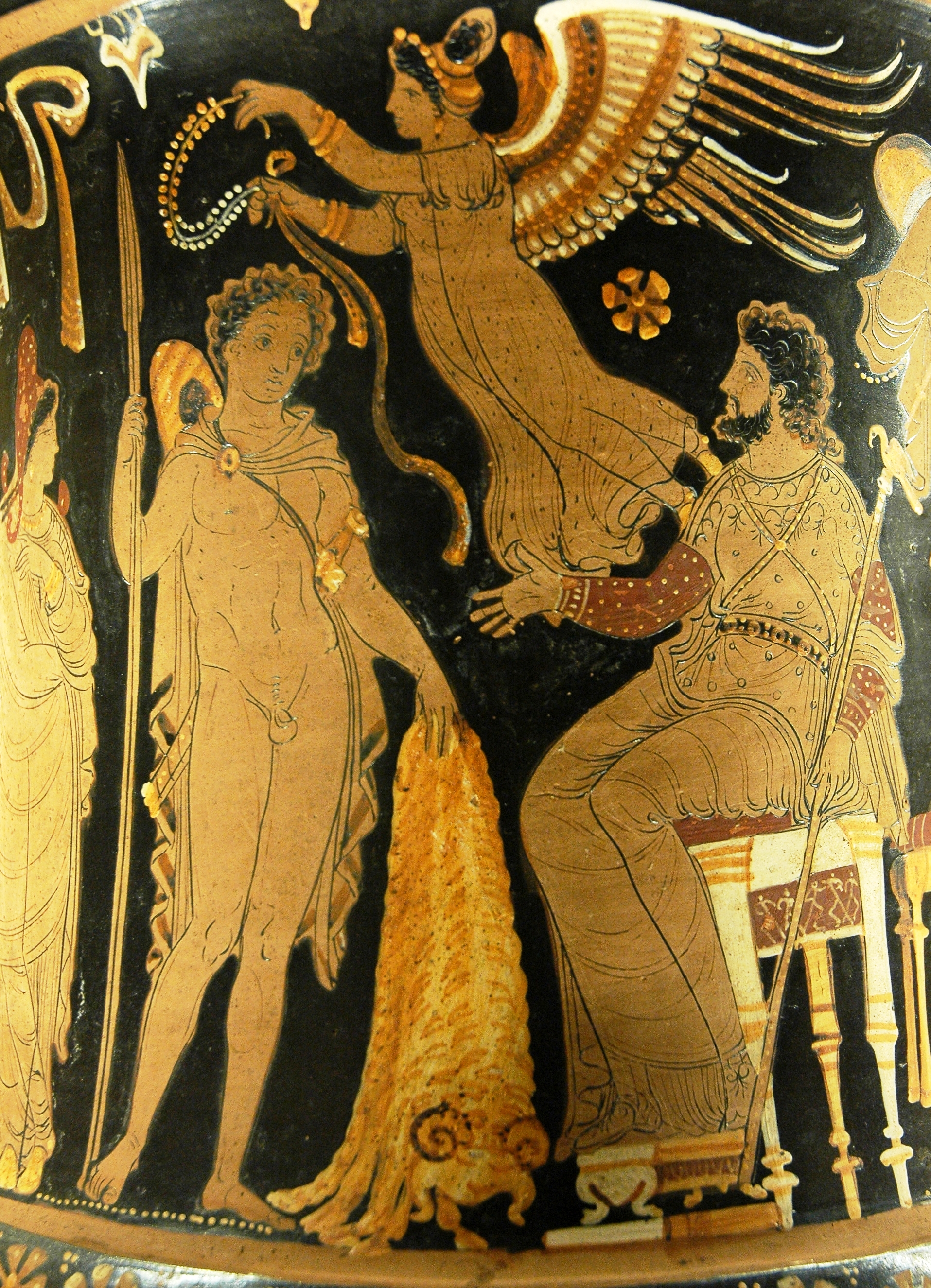
Jason apportant à Pélias la Toison d'or, cratère apulien à figures rouges du Peintre des Enfers, 340-330 av. J.-C., musée du Louvre.

Un oracle avait prédit à Pélias, usurpateur du trône d'Iolcos, qu'il serait détrôné par un homme qui se présenterait à lui avec une seule sandale. Devenu adulte, Jason va réclamer le trône d'Iolcos. Sur le chemin, il aide une vieille femme à traverser un fleuve et il perd une sandale dans la traversée. Or la vieille femme n'est autre que la déesse Héra, déguisée. Par la suite, Héra ne cessera de favoriser Jason, faveur renforcée par le désir de la déesse de se venger de Pélias.
Pélias lui promet le trône pourvu qu'il lui rapporte la Toison d'or, qui se trouve alors en Colchide. Avec l'aide d'Athéna et d'Héra, Jason entreprend de faire construire un fabuleux navire, l'Argo (« le rapide »). Celui-ci terminé Jason s'embarque avec cinquante jeunes hommes héroïques, les Argonautes (il s'agit de la génération antérieure aux héros de la Guerre de Troie), qui ont partagé avec lui les enseignements du centaure Chiron. Parmi eux, on compte Héraclès, Thésée et les jumeaux Castor et Pollux. Benoît de Sainte-Maure raconte que c'est Pélias qui demande à un constructeur grec talentueux nommé Argus, de construire une nef à cette occasion, la première nef à voile baptisée l'Argo.
Parti d'Iolcos, Jason débarque sur les terres de Laomédon, le roi de Troie. Celui-ci, craignant que Jason et ses hommes l'attaquent, envoie un messager les chasser sur-le-champ. Jason, raisonnable mais offensé, maudira le roi et la ville en affirmant qu'ils seront un jour punis de cette inhospitalité, puis repartira (d'après Le Roman de Troie, de Benoît de Sainte-Maure).

### Les épreuves pour la Toison
Les Symplégades sont des roches qui vacillent constamment, écrasant les navires qui tentent de passer entre elles. Jason reçoit le conseil de laisser passer une colombe devant lui : si elle réussissait à passer, leur bateau le pourrait aussi. La colombe passa en y laissant les plumes de sa queue.

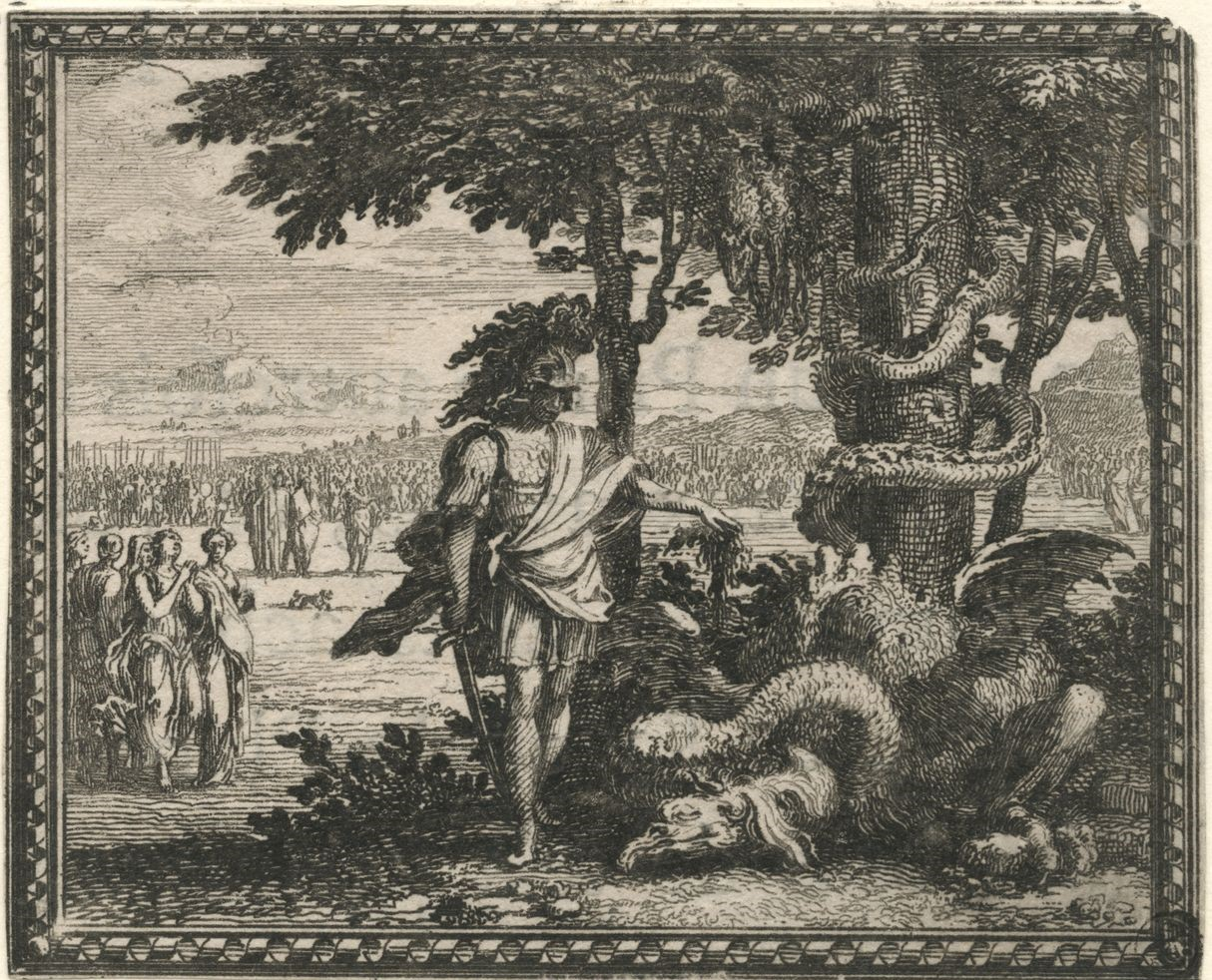
Sébastien Leclerc, Jason et le dragon, 1676, eau-forte, tiré des Métamorphoses d'Ovide en rondeaux, Lyon, Bibliothèque Municipale

Éétès ne souhaite pas se défaire de la Toison d'or qui garantit la prospérité de son royaume. Aussi feint-il d'accepter de laisser la Toison d'or à Jason, s'il parvient à triompher d'épreuves surhumaines. Ces épreuves sont : labourer une terre aride en ayant attelé un taureau aux sabots d'airain et crachant du feu, y semer les dents du dragon de Cadmos, desquelles germent des guerriers, les Spartes (les « semés »), qui l'attaquent. 
Heureusement, il est aidé par la fille du roi, la magicienne Médée, tombée amoureuse de lui. C'est à nouveau Héra qui, par l'entremise d'Aphrodite, a poussé Éros à inspirer à Médée de l'amour pour Jason afin que celle-ci lui procure les moyens magiques de sa victoire : Médée lui fournit un baume protecteur contre les brûlures et le fer des taureaux, ainsi qu'une pierre faisant en sorte que les guerriers s'entretuent. Mais le roi, de mauvaise foi, refuse de céder la Toison d'or. Jason et Médée décident donc d'aller la chercher la nuit. Médée endort le dragon qui garde la Toison d'or et fuit avec Jason. Pour retarder son père qui est à leur poursuite, elle va même jusqu'à tuer son propre frère, Apsyrtos, à découper son cadavre en morceaux et à les semer derrière le bateau : le roi arrête sa poursuite pour recueillir les morceaux de son fils et leur donner une sépulture.
De retour à Iolcos, Jason constate que Pélias a profité de son absence pour tuer son père et se débarrasser de sa famille. Médée met alors au point une ruse pour le venger : elle rajeunit un bélier en le faisant bouillir dans un chaudron avec des herbes magiques. Elle convainc ainsi les filles de Pélias d'en faire de même avec leur père. Mais elle leur donne des herbes sans aucun pouvoir, et les filles de Pélias causent malgré elles la mort de leur père. Médée est dénoncée par les filles de Pélias, Jason et elle sont bannis d'Iolcos par Acaste, le fils de Pélias, qui a hérité du trône. Ils se réfugient alors à Corinthe, où ils sont accueillis par le roi Créon.

### L'exil à Corinthe
Pendant dix ans, ils mènent une vie heureuse et élèvent leurs enfants, jusqu'au jour où Jason délaisse Médée et finit par épouser une princesse locale, Créuse, fille du roi Créon. Médée se venge en tuant Créuse et sa famille, ainsi que ses propres enfants. Jason est banni de Corinthe et Médée s'enfuit sur un char ailé emportant le corps de ses fils.

### Mort du héros
Jason reçoit sur la tête la proue détachée de l'épave du navire Argo échoué, qui le tue. Les dieux emportent le navire dans les cieux et en font l'ancienne constellation nommée l'Argo Navis. Jason, sera honoré en Grèce comme patron de la navigation.
Selon Diodore de Sicile, il se serait suicidé après la mort de ses enfants.

## Sources et postérité littéraire

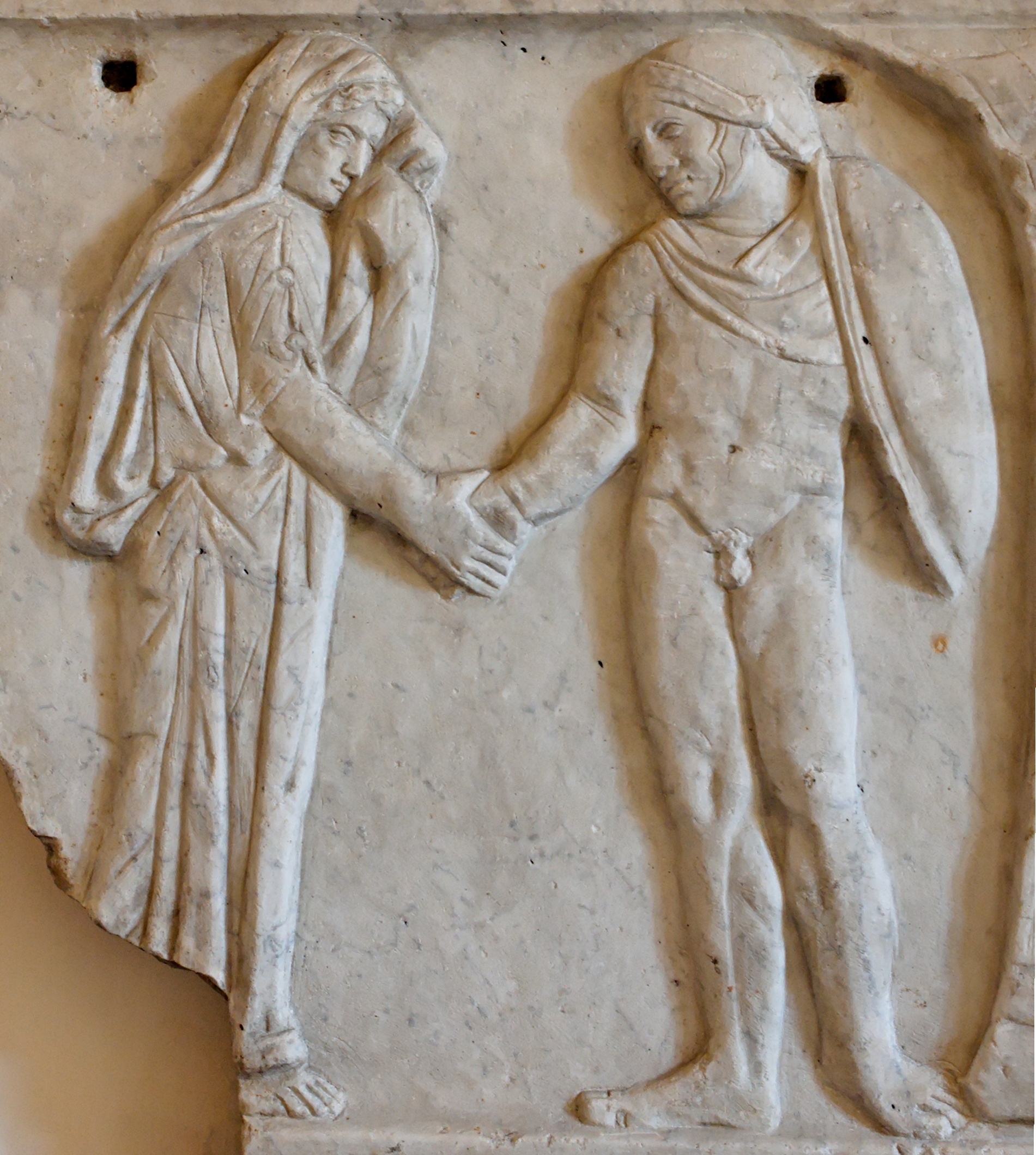
Jason et Médée joignant leurs mains droites, sarcophage romain de la fin du, palais Altemps.

Le mythe de Jason et le cycle des Argonautes constituent le sujet d'un grand nombre d'œuvres littéraires. Il est traité notamment par Pindare, 4e Pythique et Apollonios de Rhodes, Argonautiques. Le personnage de Jason évolue dans le temps : le Jason héroïque de Pindare et des documents figurés qui le montrent affrontant le dragon et sur certains, sortant de sa gueule, devient chez Euripide, puis chez Apollonios une sorte d'« anti-héros » qui se contente de décrocher la Toison de l'arbre après que Médée a endormi le dragon.
Par la suite, la légende est traitée dans une œuvre latine de Caius Valerius Flaccus, les Argonautiques.
Elle est abordée par le poète Benoît de Sainte-Maure dans son Roman de Troie, 1165.
Vers 1460, le prêtre Raoul Lefèvre rédige une Histoire de Jason, qu'il présente comme une entreprise de réhabilitation du personnage de Jason, dictée par le héros lui-même. En réalité, l'œuvre est probablement rédigée sur commande de Philippe le Bon, duc de Bourgogne, à la suite des attaques subies par l'ordre de la Toison d'or : on reproche à ce dernier d'être placé sous le patronage d'un vil séducteur et le chancelier du duc, Jehan Germain, a même proposé de remplacer Jason par le héros biblique Gédéon.
Au XVIIIe siècle, Jason et les Argonautes suscitent encore l'intérêt. Dans The Chronology of Ancient Kingdoms Amended (1728), Isaac Newton défend l'idée selon laquelle une bonne part des constellations dérivent de la geste argonautique :
- le Bélier est celui de la Toison d'or ;
- le Taureau représente ceux que Jason soumet au joug en Colchide ;
- les Gémeaux sont les Dioscures, qui viennent en aide à Jason, et le Cygne leur mère Léda ;
- le Dragon est celui de Cadmos – le Corbeau perche sur son cadavre ;
- le Navire Argo a droit à sa propre constellation, divisée par Nicolas-Louis de Lacaille en trois constellations plus petites : la Carène, la Poupe et les Voiles ;
- la Coupe est celle de Médée ;
- le Centaure est Chiron, auquel est associé l'Autel ;
- Hercule, l'un des Argonautes, est figuré avec ses victimes, l'Hydre (de Lerne), le Cancer (un crabe envoyé par Héra pour contrarier le héros pendant son combat avec l'Hydre), le Lion (de Némée) et le Vautour (aujourd'hui la Lyre) abattue par la Flèche.

## Culture populaire

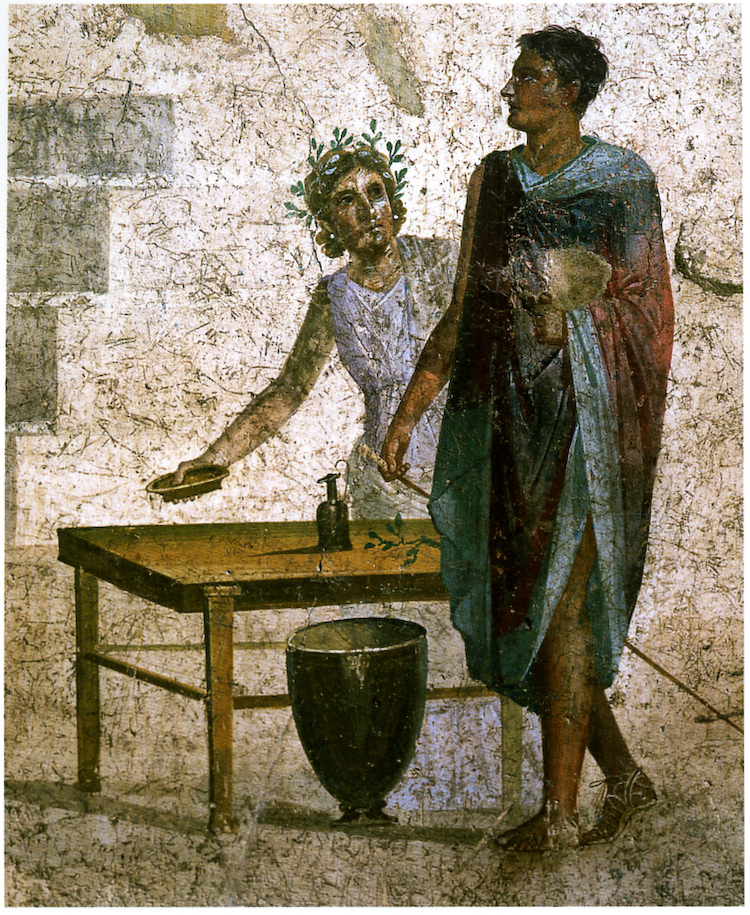
Jason sur une fresque antique de Pompéi.

### Musique
- Médée H.491, opéra en 5 actes et un prologue de Marc-Antoine Charpentier, livret de Thomas Corneille (1693) ;
- Jason ou la Toison d'or, tragédie lyrique de Pascal Colasse (1696)
- Jason et Médée, cantate pour soprano, basse et basse continue de Philippe Courbois, (1710) ;
- Médée et Jason, tragédie lyrique de Joseph-François Salomon, livret de l'abbé Pellegrin (1713)
- La toison d'or, opéra de Johann Christoph Vogel (1786)

### Cinéma
- 1958 : Les Travaux d'Hercule, film hispano-italien réalisé par Pietro Francisci, joué par Fabrizio Mioni.
- 1960 : Le Géant de Thessalie, film franco-italien réalisé par Riccardo Freda, joué par Roland Carey.
- 1963 : Jason et les Argonautes, film anglo-américain réalisé par Don Chaffey. Jason est incarné par l'acteur américain Todd Armstrong[12].

### Télévision

#### Série
- 2000 : Jason et les Argonautes : Mini-série s'inspirant librement du mythe des Argonautes et de leur quête de la Toison d'or. Jason est incarné par l'acteur américain Jason London[13].
- 2013 : Atlantis : Série inspirée de la vie de Jason mais très librement adaptée. Jason est interprété par Jack Donnelly.
- 2013 : Les Grands Mythes épisode 14 - Médée, l’amour assassin.

## Références

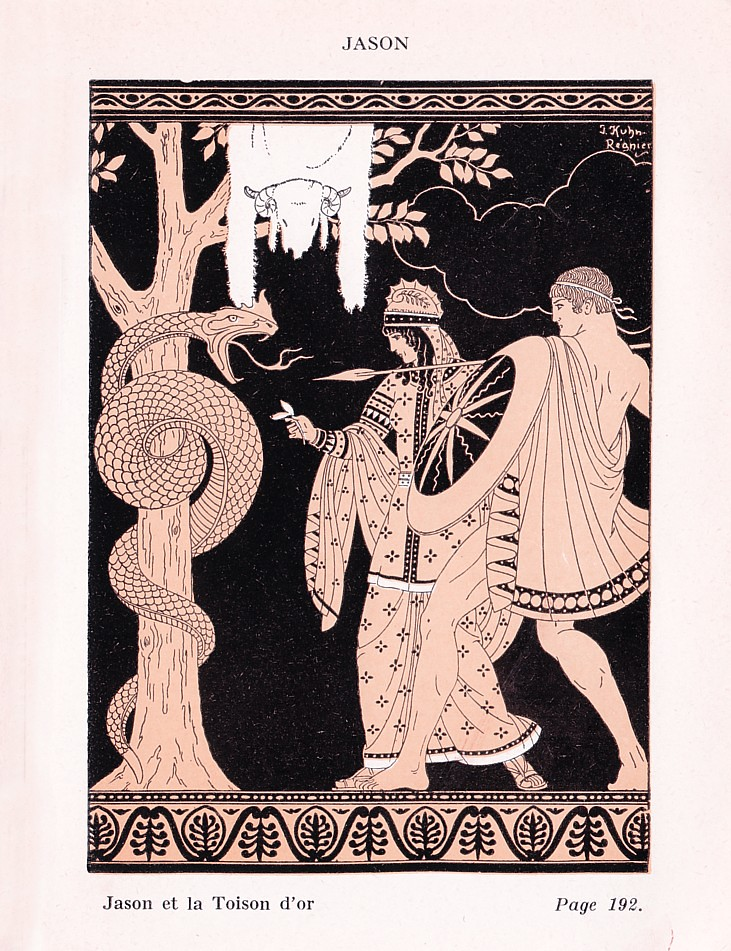
Joseph Kuhn-Régnier, Jason et Médée, in Contes et légendes mythologiques, 1936.

### Jeux-vidéos
- 2008 : Rise of the Argonauts, jeu de rôle et d'action dont le joueur contrôle Jason, partant à la recherche de la Toison d'Or avec l'aide des Argonautes tel qu'Achille ou bien Héraclès[14].